# Tapinocyba spoliatrix
Tapinocyba spoliatrix är en spindelart som beskrevs av Andrei V. Tanasevitch 1985. Tapinocyba spoliatrix ingår i släktet Tapinocyba och familjen täckvävarspindlar. Inga underarter finns listade i Catalogue of Life.